# قارچ کرم ابریشم
قارچ کرم ابریشم (Ophiocordyceps sinensis) یکی از شناخته‌شده‌ترین گونه‌های قارچ در جنس سرچماقی ماری (Ophiocordyceps) است.
قارچ‌های کرم ابریشم زندگی خود را از طریق رابطه انگلی با لارو سرده‌ای از شب‌پره شبح‌وار به نام Thitarodes ادامه می‌دهند.
چندین گونه از این قارچ‌ها در فلات تبت زندگی می‌کنند و در زبان تبتی یارتسا گونبو نامیده می‌شوند که «علف تابستانه کرم زمستانی» معنی می‌دهد ولی در زبان عامیانه تبتی اغلب به طور خلاصه به آن‌ها «بو» می‌گویند. قارچ‌های کرم ابریشم در پزشکی سنت تبت و چین کاربرد زیادی دارند.
قارچ کرم ابریشم بر روی بدن شب‌پره زنده جوانه می‌زند و سپس حشره را کشته و مومیایی می‌کند. این قارچ پس از آن از بدن شب‌پره روییده و به رشد خود ادامه می‌دهد.